# 大鮑 (堪薩斯州)
大鮑（英語：Big Bow）是位於美國堪薩斯州斯坦頓縣的一個非建制地區。

## 地理
大鮑所處的海拔為高於海平面968米（即3176英呎），而該地所採用的時區為UTC-6，即北美中部時區（CST）。同時該地設有夏令時間，為UTC-6調快一小時，即UTC-5（CDT）。